# 木田村 (岐阜県)
木田村（きだむら）はかつて岐阜県稲葉郡に存在した村である。
現在の岐阜市の北西部である。伊自良川に合流する直前で大きく迂回する板屋川内側に位置する村である。

## 歴史
- 江戸時代末期、この地域は美濃国方県郡に属し、天領（大垣藩預かり）であった。
- 1897年（明治30年）4月1日 - 厚見郡、各務郡、方県郡の一部が合併して稲葉郡となる[1]。
- 1897年（明治30年）4月1日 - 木田村と下尻毛村が合併し、木田村となる[2]。
- 1940年（昭和15年）7月1日 - 岐阜市に編入される[3]。

## 鉄道
- 名古屋鉄道揖斐線
  - 尻毛橋駅（1944年休止、1969年廃止）

## 学校
- 木田尋常高等小学校（現・岐阜市立木田小学校）